# Vasco Rossi

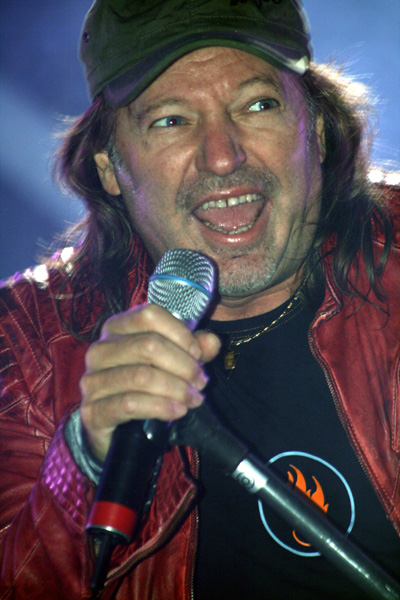
Vasco Rossi

Vasco Rossi (Zocca, 7 februari 1952), of gewoon Vasco, is een Italiaanse zanger en songwriter. Zijn bijnaam is Il Blasco. In zijn carrière heeft hij meer dan 20 albums uitgebracht en circa 130 liedjes geschreven voor andere artiesten. Gedurende zijn carrière is hij regelmatig bekritiseerd vanwege zijn levensstijl en de liedteksten die hij heeft geschreven.
In zijn carrière trad hij op in ongeveer 800 concerten en heeft hij het wereldrecord gehaald voor de meeste betalende toeschouwers in één concert (225.173 in Modena Park 2017).

## Biografie
Rossi is geboren in Zocca, in de provincie Modena in Emilia-Romagna. Zijn vader, Giovanni Carlo Rossi, was vrachtwagenchauffeur en zijn moeder, Novella huisvrouw. Het was zijn moeder die ervoor zorgde dat hij als kleine jongen op een zangschool terechtkwam. Op 14-jarige leeftijd speelde Rossi in zijn eerste band genaamd Killer. De naam van de band zou echter spoedig veranderen in Little Boys.
Vasco en zijn ouders verhuisden naar Bologna waar hij studeerde voor boekhouder. Nadat hij zijn diploma had gekregen, opende hij een muziekclub genaamd Punto Club. Vervolgens schreef hij zich eerst in aan de faculteit Economie en Commercie van de Universiteit van Bologna en later aan de faculteit Pedagogiek. In de tussentijd werkte hij als dj en richtte hij samen met vrienden het radio station "Punto Radio" op, waar hij af en toe zijn eigen nummers draaide.
Op aandringen van zijn vriend Gaetano Curreri, bracht Vasco op 13 juni 1977 zijn eerste plaat uit, met daarop onder andere de liedjes "Jenny è pazza" (Jenny is gek) en "Silvia". In zijn teksten beschreef hij de gedachtenwereld van jongeren in noorditaliaanse provinciestadjes, waar geld verdienen, goed gedrag, drugsgebruik en de Katholieke kerk het leven bepaalden. Een jaar later volgde het album Ma cosa vuoi che sia una canzone (wat verwacht je van een liedje). In 1979 volgde het tweede album, genaamd Non siamo mica gli americani (we zijn de Amerikanen niet) waarop een van zijn grootste hits "Albachiara" (heldere zonsopgang) staat. Zijn meest controversiële album Colpa d'Alfredo (de schuld van Alfredo) volgde in 1980. Het titelnummer kreeg veel kritiek en werd gecensureerd, omdat het woorden bevat als troia (hoer) en stronza (bitch). Dat terwijl het een periode was waarin censuur veel voorkwam in Italië. Rossi was omstreden, omdat hij stem gaf aan de jongeren van de jaren '80. De grote Italiaanse singer-songwriters (Fabrizio de André, Francesco de Gregori, Lucio Dalla, Antonello Venditti), die allemaal hun wortels hadden in de idealistische jaren '60, waren ineens overbodig. Zijn faam nam nog meer toe toen hij een live-optreden gaf in het televisieprogramma Domenica In. Het optreden viel echter niet in goede aard bij de journalist Nantas Salvalaggio, die een artikel publiceerde waarin hij zich afvroeg hoe een nationaal televisiestation een "drugsverslaafde" kon laten optreden op een zondagmiddag. Vasco reageerde door te zeggen dat Salvalaggio zijn muziek niet begreep en dat het wel makkelijk was een onbekende artiest aan te vallen die zichzelf niet kon verdedigen.
In 1981 kwam het album Siamo solo noi (dat zijn wij alleen) uit. Het titelnummer zou een soort "inno generazionale" worden, een lied waarin de jongerengeneratie van die tijd zich herkende.
In 1982 trad Vasco voor het eerst op bij het Festival van San Remo. Hij zong het lied Vado al massimo (ik ga tot het einde). Ook dit optreden zorgde voor kritiek van Salvalaggio. Rossi eindigde met zijn lied op de laatste plaats. In april van hetzelfde jaar kwam het album Vado al Massimo uit. Een jaar later trad Vasco weer op bij het Festival van San Remo, dit keer met het lied Vita spericolata (een roekeloos leven). Hoewel dit nu een van zijn populairste liedjes is, eindigde Rossi op de een-na-laatste plaats, omdat hij dronken zou zijn tijdens zijn optreden. Met het volgende album, Bollicine (belletjes), uit 1983 werd Rossi definitief een icoon van de Italiaanse Rock en een idool van de Italiaanse jeugd. Het titelnummer van het album gaat over Coca-Cola, maar het woord Coca lijkt ook te verwijzen naar cocaïne.
Vasco’s eerste livealbum kwam uit in 1984, met de titel Va bene, va bene così (goed, het is goed zo). In april van dat jaar werd hij gearresteerd op verdenking van drugsbezit. Zijn volgende album, Cosa succede in città (wat gebeurt er in de stad), haalde niet de verkoopcijfers van zijn eerdere albums.
In 1987 volgde het negende album: C'è chi dice no (sommigen zeggen nee). Vasco's toenemende populariteit zorgde ervoor dat hij niet meer in bars kon optreden, maar dat hij moest uitwijken naar grote stadions.
Zijn tiende album, Liberi liberi, (vrij, vrij) volgde in 1989. Het grote succes dat volgde op de tour die hoorde bij dit album, zorgde ervoor dat er een volgende livealbum kwam, genaamd Fronte del palco (vooraan bij het podium) en dat er het volgende jaar twee grote concerten werden georganiseerd: één in het San Siro stadion in Milaan en het andere in het Flaminio Stadion in Rome. Naar aanleiding van deze concerten werden de albums Vasco Live 10.7.90 San Siro en de video Guarda Dove Vai’ (kijk waar je heen gaat) uitgebracht.
In 1991 volgt een tour door Europa. Ook het muziekcentrum Vredenburg in Utrecht wordt aangedaan.
Vasco’s volgende album, Gli spari sopra (de gemiste schoten), werd uitgebracht in 1993 en werd tien keer platina.
In 1995 volgde weer een concert in het San Siro stadion, genaamd Rock Sotto l'Assedio (rock belegerd) als protest op de oorlog in Joegoslavië. Vasco kreeg weer kritiek, omdat de opbrengst niet naar het goede doel ging, hoewel dat nooit de bedoeling was geweest.
Het volgende album, Nessun Pericolo… Per Te (geen enkel gevaar...voor jou) bevat onder andere het liedje Gli angeli (de engelen), waarbij een videoclip gemaakt werd door Roman Polański.
In 1998 werd het album Canzoni per me (liedjes voor mij) uitgebracht. Dit album bevatte minder de "rock sound" van zijn eerdere albums. Hierna volgde een optreden bij het Heineken Jammin’ Festival in Imola. De avond werd vastgelegd op video en op het live-album Rewind. Tijdens tour die volgde op dit album overleed onverwachts Vasco’s vriend, gitarist en songwriter Massimo Riva.
In 2001] kwam Stupido Hotel (stom hotel) uit en Vasco won zijn derde Festivalbar, iets wat hij in 1983 en 1998 ook al had gedaan. Dit keer met het lied Siamo Soli (wij zijn alleen). Na het album Tracks volgden weer concerten in het San Siro stadion. De concerten werden vastgelegd op de video "Vasco a S. Siro '03". In 2004 was zijn album Buoni o cattivi (goeden of slechten) het best verkochte album in Italië van dat jaar.
Op 12 mei 2005 ontving Rossi een eredoctoraat in communicatiewetenschappen aan de IULM (Libera università di lingue e comunicazione) Universiteit van Milaan.
Op 9 september 2005 bracht Rossi de dubbel-dvd È solo un Rock'n'Roll show (het is maar een rock-'n-roll show) uit. De dvd bevat videoclips van alle liedjes van het album Buoni o cattivi. Drie maanden later volgde de cd boxset Buoni o cattivi live anthology 04.05.
Het officiële begin van de tour Non Sop Live was op 1 juni 2018 in het olympisch stadion van Turijn.

## Privé
Rossi is op 7 juli 2012 getrouwd met Laura Schmidt en heeft na twee zonen uit eerdere relaties een zoon met haar.

## Discografie

### Albums
- Ma cosa vuoi che sia una canzone (1978)
- Non siamo mica gli americani (1979)
- Colpa d'Alfredo (1980)
- Siamo solo noi (1981)
- Vado al massimo (1982)
- Bollicine (1983)
- Va bene, va bene così (live) (1984)
- Cosa succede in città (1985)
- C'è chi dice no (1987)
- Liberi liberi (1989)
- Fronte del palco (live) (1990)
- 10.7.90 San Siro  (live) (1990)
- Gli spari sopra (1993)
- Nessun pericolo... per te (1996)
- Rock (1997)
- Canzoni per me (1998)
- Rewind (1999)
- Stupido hotel (2001)
- Vasco Rossi Tracks (2002)
- Buoni o cattivi (2004)
- Buoni o cattivi live anthology 04.05 (2005)
- Vasco@Olimpico'07 (live DVD) (2007)
- Il mondo che vorrei (2008)
- Tracks 2 inediti & rarità (2009)
- London Instant Live (2010)
- Vivere o niente (2011)
- Live Kom 2011- The complete edition (live CD/DVD) (2012)
- Sono innocente (2014)